# Palais Riviera
Le palais Riviera (en italien : Palazzo Riviera) est un bâtiment éclectique de la ville de Sanremo en Italie.

## Histoire
Le bâtiment, conçu par l'architecte italien Drancesco Sappia, est construit en 1903 pour abriter le nouveau Hotel Riviera Palace,. En 1936, pendant l'administration du podestà Guidi, dans le cadre des travaux d'élargissement du corso Imperatrice, le bâtiment, comme d'autres édifices au long du corso, est intéressé par des travaux de recul pour une profondeur totale de 4,5 mètres. Les nouvelles façades sont alors réalisées en conservant l'apparence de celles originaires.
Pendant l'après-guerre, le palais est transformé en un résidence, puis devient à nouveau un hôtel. Il abrite aujourd'hui l'Hotel Lolli Palace.

## Description
Le palais présente un style éclectique.

## Galerie d'images

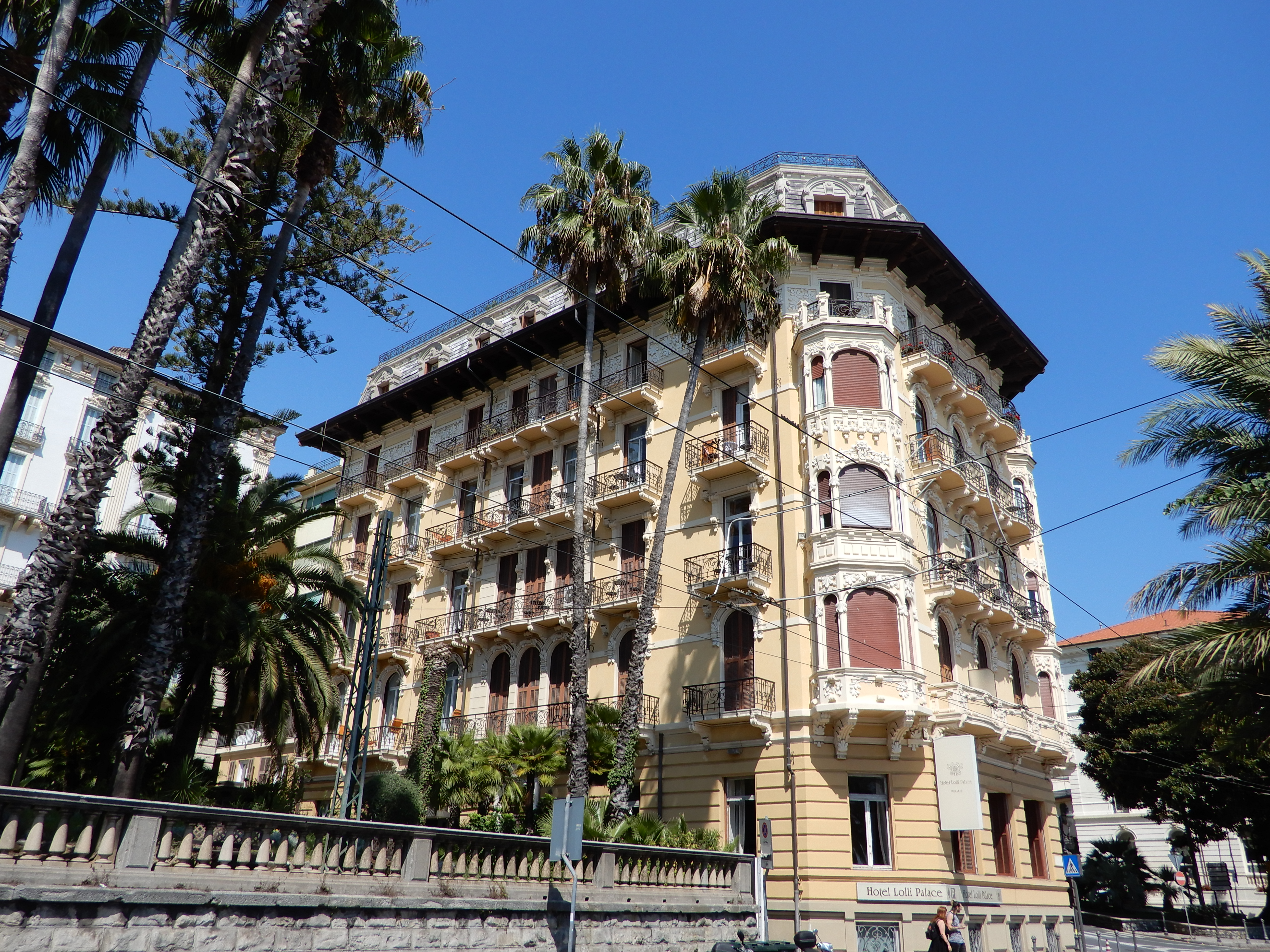
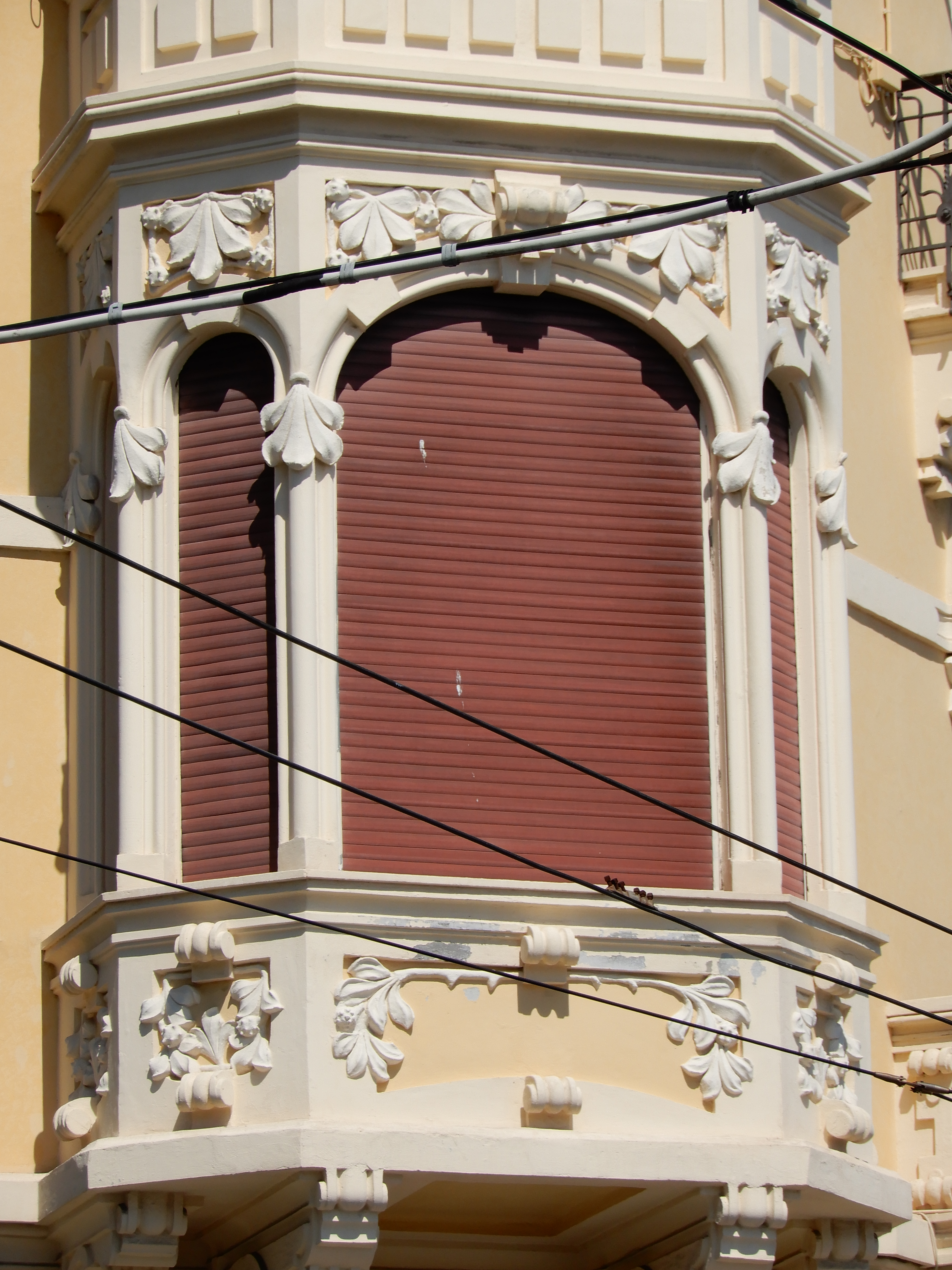
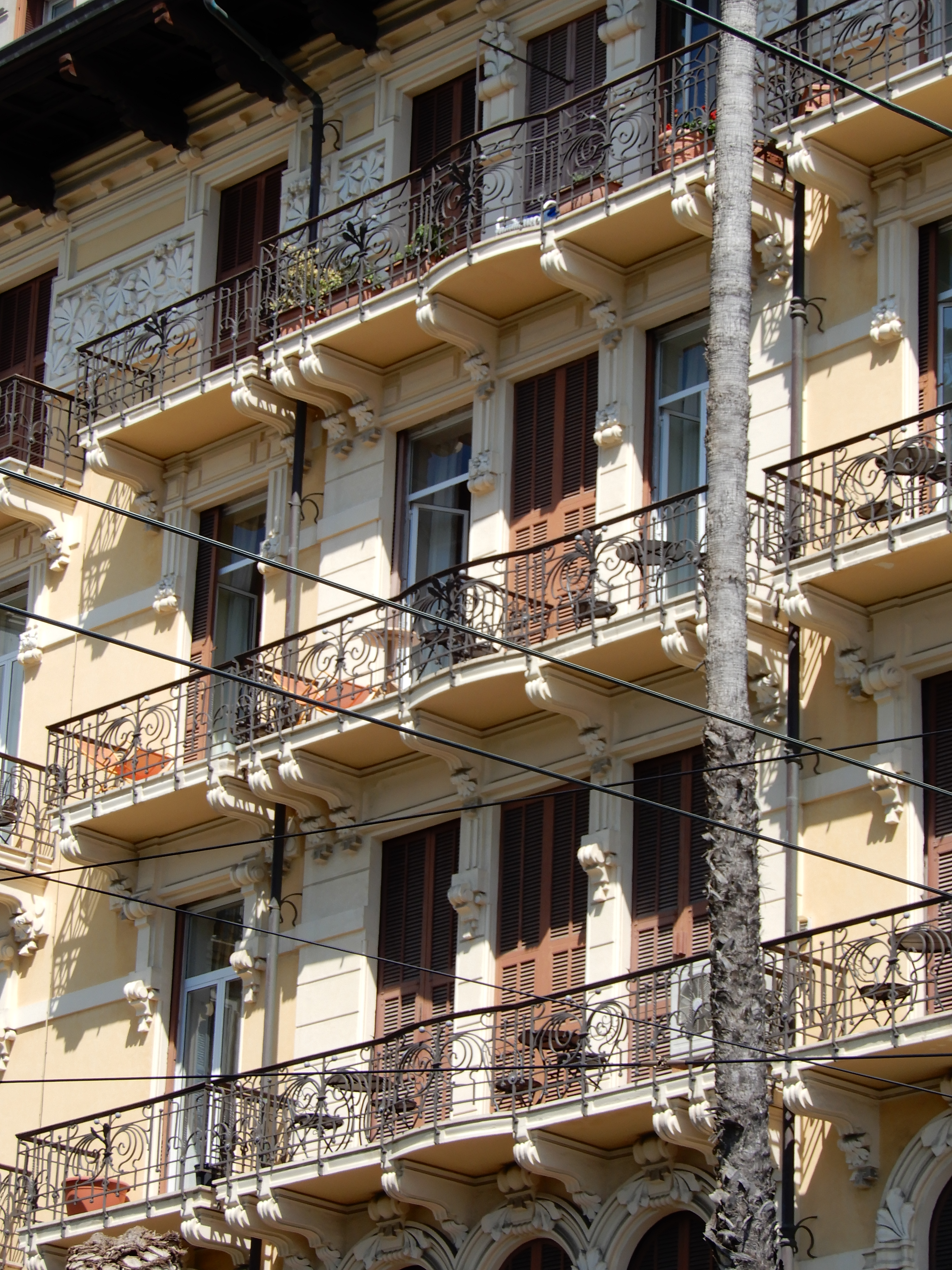